# XXX Puchar Gordona Bennetta (balonowy)
30 Puchar Gordona Bennetta – zawody balonów wolnych o Puchar Gordona Bennetta zorganizowane w Salzburgu w Austrii. Start nastąpił 18 października 1986 roku.

## Uczestnicy
Wyniki zawodów.
| Zajęte miejsce | Balon             | Załoga Pilot Pomocnik pilota                    | Kraj              | Czas lotu [h] | Odległość [km] | Miejsce lądowania   |
| -------------- | ----------------- | ----------------------------------------------- | ----------------- | ------------- | -------------- | ------------------- |
| 1.             | HB-BBL VOLKSBANK  | Josef Starkbaum Gerd Scholz                     | Austria           | 19:11         | 272,43         | Paasdorf (AUT)      |
| 2.             | HB-BFC JURA       | Karl Spenger Martin Messner                     | Szwajcaria        | 13:20         | 225,56         | Pulkau (AUT)        |
| 3.             | D-VELTINS         | David Levin Frank Rider                         | Stany Zjednoczone |               | 222,17         | Tulln (AUT)         |
| 4.             | D-AUSGBURG        | Thomas Fink Erich Märkl                         | RFN               | 14:35         | 220,67         | Geras (AUT)         |
| 5.             | D-GEROLSTEINER II | Carlo Schröter Hans R. Peters                   | RFN               | 16:23         | 193,71         | Fraunberg (GER)     |
| 6.             | HB-BGN ZURZACH    | Silvan Osterwalder Gerold Signer                | Szwajcaria        | 10:08         | 153,32         | Scheibbs (AUT)      |
| 7.             |                   | Peter Peterka Werner Pfenninger                 | Szwajcaria        |               | 121,71         | Seitenstetten (AUT) |
| 8.             | D-GATZWEILER      | Jojo Maes Wulf Bergner                          | RFN               | 07:40         | 95,00          | Leonfelden (AUT)    |
| 9.             | F-GEDT            | Jean-Jacques Muchery Thierry Villey-Desmeserets | Francja           |               | 70,85          | Schärding (AUT)     |